# L'esperit de les lleis

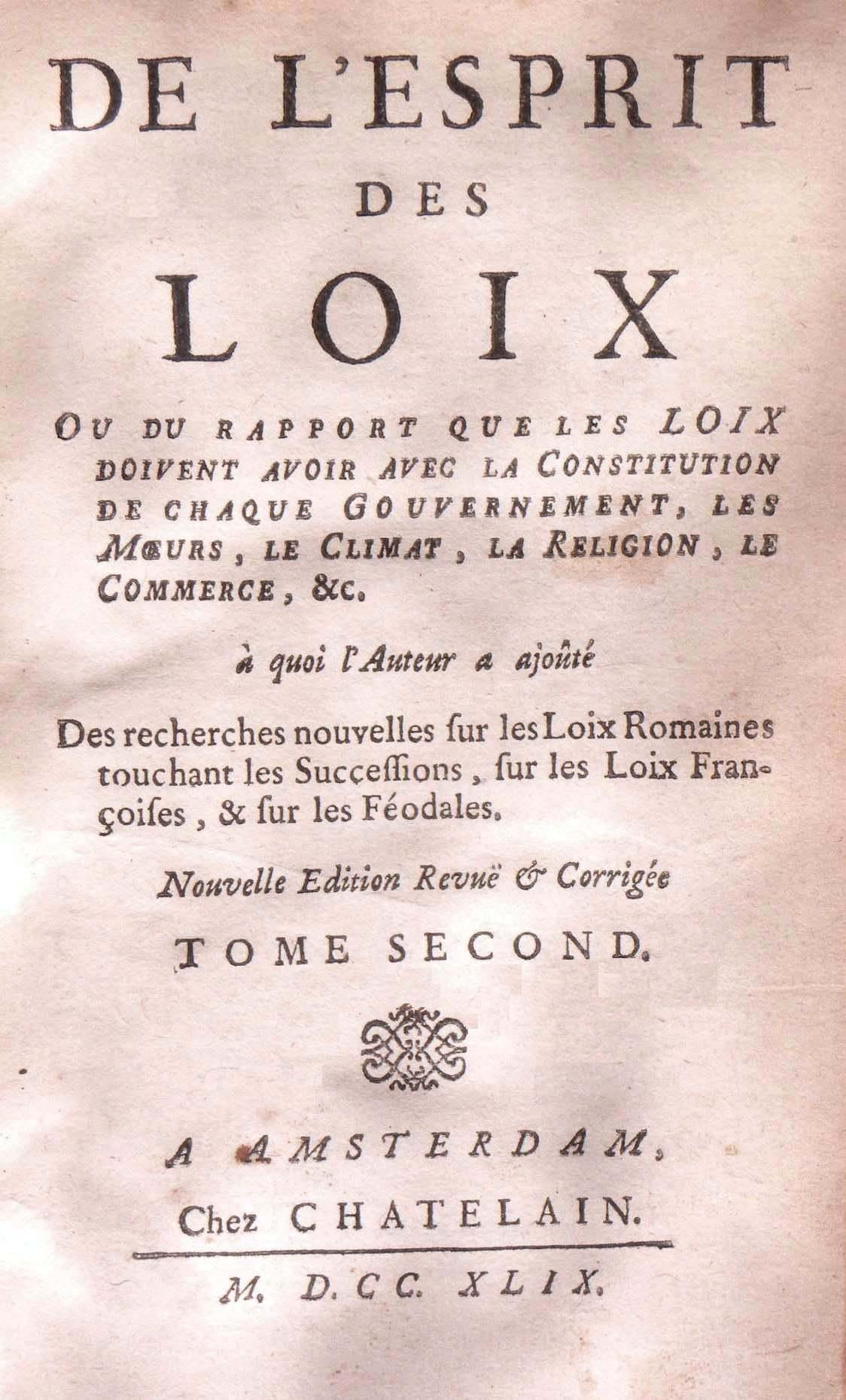
Portada de l'edició de 1749 del llibre

L'esperit de les lleis (títol original en francès: De l'esprit des lois) és una obra del filòsof i assagista francès Charles Louis de Secondat, baró de Montesquieu.
És un tractat de teoria política publicat per Montesquieu a Ginebra el 1748, gràcies a l'ajuda financera de Mme. de Tencin. En aquesta obra va esmerçar 14 anys de treball; va ser publicada primer sense el nom de l'autor a causa de la censura, i afegida a l'Index Librorum Prohibitorum el 1751.
Quan es va publicar aquesta obra, Montesquieu va ser objecte de grans crítiques dels políticament conservadors i dels eclesiàstics. Els elogis els va rebre dels enciclopedistes com D'Alembert, fill natural de Mme. de Tencin. Certs enciclopedistes li retreuen una certa forma de conservadorisme (Montesquieu era partidari de l'aristocràcia), o un cert determinisme en la seva teoria dels climes. Montesquieu va respondre a totes les crítiques en el seu Défense de l'esprit des lois, publicat el 1750.
Montesquieu es basa en el model polític anglès –pres, al seu torn, dels pobles germànics–, partidari del sistema de separació de poders i de la monarquia constitucional, que Montesquieu considera el tipus que ofereix més garantia contra el despotisme.
S'oposa a l'enfocament polític que fa John Locke en el seu Tractat del govern civil, i al de Jean-Jacques Rousseau en Del contracte social. Defensa una teoria original de la llei i en fa una relació a observar i a ajustar entre les variables. Entre aquestes variables, ell distingeix entre les causes culturals (tradicions, religió, etc.) i les causes naturals (clima, geografia, etc.). Aquí el llibre és un estudi sociològic del comportament polític.
Segons l'autor, els poders executiu, legislatiu i judicial no s'han de concentrar en les mateixes mans. Es tracta d'una teoria de contrapesos, en què cada poder equilibra els altres.
Segons Montesquieu, en la monarquia, els poders intermedis –noblesa, clergat, parlaments– actuen com a equilibradors nats que impedeixen els excessos del poder, siguin per part del monarca o per part del poble. Al seu torn, aquests poders intermedis s'equilibren entre si. És notable la manera en què aquesta idea de combinació equilibrada es relaciona amb la imatge de l'univers de Newton, on els elements s'atrauen sense perdre la seva identitat.